# 1387 Кама
1387 Кама (1387 Kama) — астероїд головного поясу, відкритий 27 серпня 1935 року.
Тіссеранів параметр щодо Юпітера — 3,587.